# Туровка (Хмельницкая область)
Туровка (укр. Турівка) — село в Хмельницком районе Хмельницкой области Украины. До 19 июля 2020 года входило в состав Теофипольского района .
Население по переписи 2001 года составляло 390 человек. Почтовый индекс — 30625. Телефонный код — 3844. Занимает площадь 1,286 км². Код КОАТУУ — 6824786201.